# 维尔登修道院
维尔登修道院（德語：  Kloster Werden) 是一座本笃会修道院，位于德国鲁尔河畔埃森市维尔登区。

## 历史
799 年，圣路基（Ludger）在埃森附近建立了一座修道院。 804 年，圣斯德望小堂建成祝圣，路基也成为明斯特主教。 809 年 3 月 26 日路基去世，修道院先后传给他的弟弟和四个侄子。877 年 5 月 22 日，修道院获得了帝国直属权，此后，韦尔登一直是圣路基家族的财产，采邑修道院长在帝国议会中占有一席之地。维尔登成为一个富有的修道院，在威斯特伐利亚、弗里西亚、东萨克森和修道院周围都拥有财产，在那里领土有 125 平方公里。1256 年， 修道院教堂被大火烧毁，以晚期罗马式风格（1256-75 年）重建。此后，修道院开始衰落，甚至出现由已婚俗人担任院长的情况，修士仅有三人。1477 年改革后，维尔登修道院得以存续。
在 1803 年世俗化期间，修道院及其领地成为普鲁士的一部分，三年后并入 贝尔格大公国。 1815 年再次归属于普鲁士，成为莱茵省的一部分。